# 義県
義県（ぎ-けん）は中華人民共和国遼寧省錦州市に位置する県。

## 地理
義県は錦州市の北部に位置する農村部であり、国家級貧困県に指定されている。慢性的な旱魃と過度な地下水利用により井戸水位が低下し水の供給に問題が発生していた。近年日本の援助により、井戸の掘削や上下水道の整備を行っている。

## 歴史
遼代に現在の県域北東部に宣州の州治として設置された弘政県を前身とする。金代になると県治は現在地に遷され義州の州治とされた。元代になると弘政県は廃止となり、その管轄区域は義州直轄とされている。中華民国が成立すると1913年（民国2年）に義県と改称され現在に至る。

## 行政区画
2街道弁事処、13鎮、1郷、2民族郷を管轄する。
- 街道弁事所：義州街道、城関街道
- 鎮：劉竜台鎮、七里河鎮、大楡樹堡鎮、稍戸営子鎮、九道嶺鎮、高台子鎮、瓦子峪鎮、頭台鎮、前楊鎮、張家堡鎮、頭道河鎮、留竜溝鎮、聚糧屯鎮
- 郷：白廟子郷
- 民族郷：地蔵寺満族郷、大定堡満族郷

## 交通

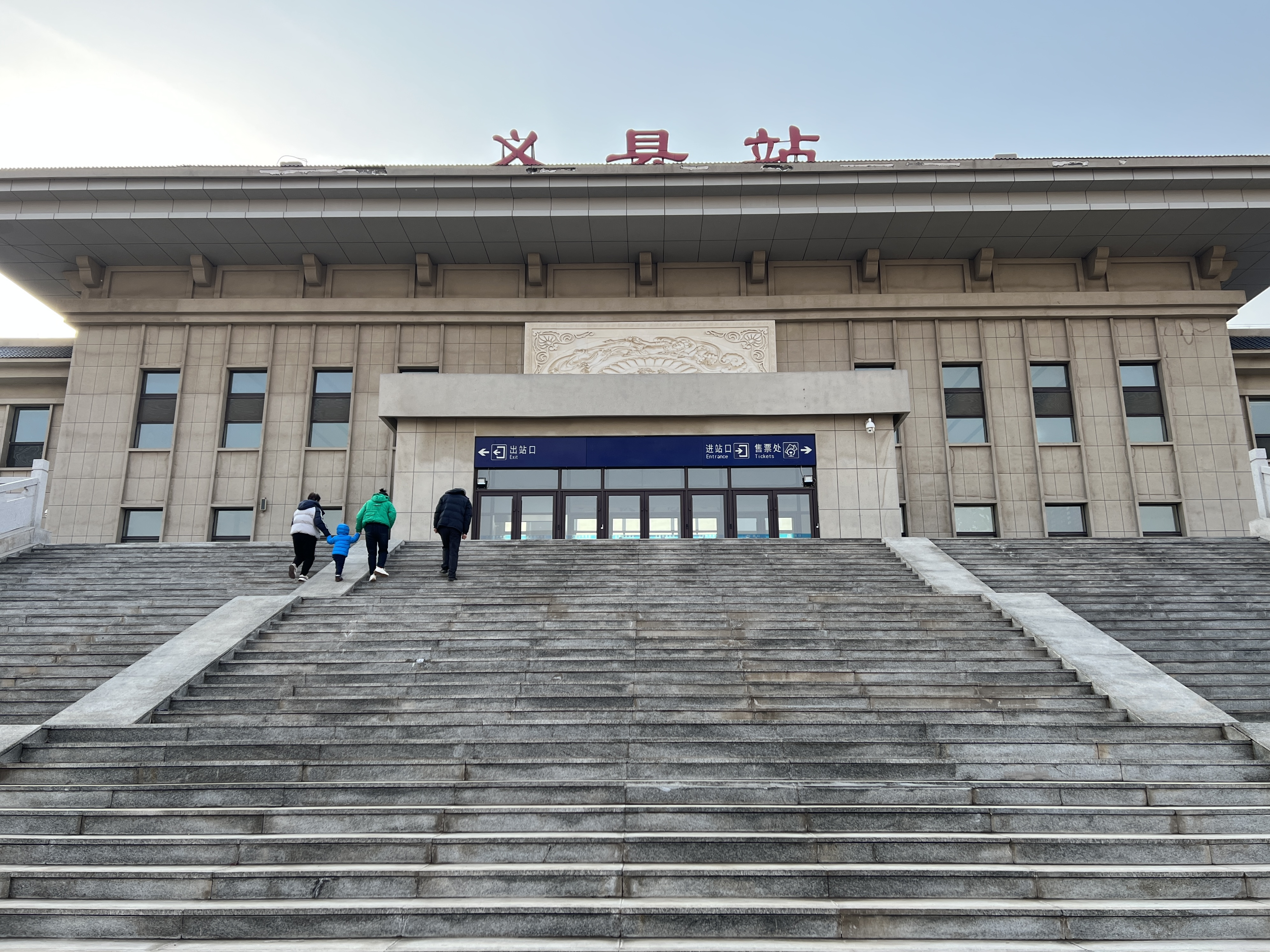
義県駅

### 鉄道
- 義県駅：錦承線、新義線（中国語版）の接続駅

### 道路
- 高速道路
  -  阜錦高速道路（中国語版）
- 国道
  -  G230国道
  -  G305国道（中国語版）

## 観光地
- 嘉福寺塔
- 万仏堂石窟

## 出身者
- 張作相
- 蕭軍